# Tokyo Highway Battle
Tokyo Highway Battle es un videojuego de carreras desarrollado por Genki y publicado por Jaleco en 1996 para PlayStation y Sega Saturn. Fue lanzado en Japón como Shutokō Battle: Drift King para PlayStation y Shutokō Battle '97 para Sega Saturn. El juego es parte de la franquicia Shutokō Battle.

## Jugabilidad
Tokyo Highway Battle es un juego en el que los jugadores compiten en tres pistas en las autopistas de Tokio.

## Recepción
Next Generation analizó la versión del juego para PlayStation, calificándola con tres estrellas de cinco, y afirmó que "Tokyo Highway Battle no está a la altura de los mejores, pero tampoco se queda atrás".
En Japón, Famitsu le dio a la versión de PlayStation una puntuación de 29 sobre 40. A los críticos les gustaron los controles, la presencia de vehículos normales en los circuitos y calificaron el equilibrio de "perfecto". La versión Saturn recibió 27 de 40.

## Reseñas
- GameFan #45 (Vol. 4, Número 9) Septiembre de 1996
- VideoGames & Computer Entertainment (Mayo de 1996)
- IGN - 26 de noviembre de 1996[5]
- NowGamer - 1 de junio de 1997[6]
- GameSpot - 13 de febrero de 1997[7]